# Albert Karel z Nostic-Rienecku
Albert Karel Werner Ferdinand hrabě z Nostic-Rienecku (německy Albert Karl Werner Ferdinand Graf von Nostitz-Rieneck, 19. dubna 1843 Praha – 3. února 1929 Vídeň) byl český šlechtic z rodu Nosticů, generál rakousko-uherské armády a dvořan. V armádě sloužil jako dobrovolník od šestnácti let, nakonec dosáhl hodnosti c. k. polního podmaršála (1897). Před odchodem do penze byl nejvyšším hofmistrem následníka trůnu Františka Ferdinanda d'Este a v této funkci organizoval jeho svatbu s Žofií Chotkovou v Zákupech (1900).

## Životopis
Pocházel ze šlechtického rodu Nosticů, patřil k falknovské větvi a potomstvu vojevůdce napoleonských válek Jana Nepomuka z Nostic (1768–1840). Narodil se v Praze jako starší syn generála Heřmana z Nostic (1812–1895), po matce Vilemíně byl spřízněn s knížecím rodem Auerspergů, byl synovcem dvou rakouských ministerských předsedů Karla Viléma a Adolfa z Auerspergu. 
Do armády vstoupil jako dobrovolník již v roce 1859, zúčastnil se prusko-rakouské války a v roce 1871 dosáhl hodnosti rytmistra u dragounského pluku č. 6 V roce 1873 byl jmenován c. k. komořím a jako osobní komorník působil u dvora císařova mladšího bratra arcivévody Karla Ludvíka. V hodnosti majora se v roce 1881 stal císařským pobočníkem, téhož roku byl přidělen ke dvoru korunního prince Rudolfa a absolvoval s ním cestu do Palestiny. 
V hodnosti plukovníka (1888) byl poté jmenován velitelem hulánského pluku č. 1 v Krakově. V roce 1893 byl povýšen na generálmajora a stal se velitelem jezdecké brigády v Mariboru, . V roce 1897 dosáhl hodnosti polního podmaršála a stal se divizním velitelem v Krakově. V roce 1899 byl jmenován c. k. tajným radou s nárokem na oslovení Excelence a v letech 1899–1901 zastával funkci nejvyššího hofmistra následníka trůnu Františka Ferdinanda, k jehož rodině měl blízko i Albertův bratranec Jan z Nostic (1847–1915). Jako následníkův nejvyšší hofmistr organizoval Albert svatbu Františka Ferdinanda s hraběnkou Žofií Chotkovou na zámku v Zákupech (1900). V roce 1902 odešel do výslužby. 
V roce 1874 se v Praze oženil se svou vzdálenou sestřenicí hraběnkou Selinou Nosticovou (1852–1888), dámou Řádu hvězdového kříže. Měli spolu pět dětí, z nichž jediný syn Robert Hugo (1881–1915) padl za první světové války. Z dcer byla Karolína (1887–1970) manželkou Hugo Loewenthala (1870–1915), rakousko-uherského vyslance v Albánii, podruhé se provdala za hraběte Bedřicha Pachtu z Rájova (1890–1976).

## Řády a vyznamenání
Během své služby se stal nositelem několika vyznamenání nejen v Rakousku-Uhersku, jako pobočník korunního prince Rudolfa a později nejvyšší hofmistr následníka trůnu Františka Ferdinanda získal řadu ocenění také od zahraničních panovníků. Mimo jiné byl také čestným rytířem Maltézského řádu.
- Řád železné koruny III. třídy (Rakousko-Uhersko)
- Vojenský záslužný kříž (Rakousko-Uhersko)
- Vojenská záslužná medaile (Rakousko-Uhersko)
- Řád lva a slunce I. třídy (Persie)
- Řád červené orlice I. třídy (Prusko)
- Řád koruny II. třídy (Prusko)
- Řád Medžidie I. třídy (Osmanská říše)
- Řád svatých Mořice a Lazara (Itálie)
- Řád Leopolda (Belgie)
- velkokříž Řádu Spasitele (Ŕecko)
- Řád rumunské hvězdy (Rumunsko)
- Řád svaté Anny II. třídy (Rusko)
- Řád Takova (Srbsko)
- Řád bílého orla (Srbsko)
- Řád knížete Danila I. (Černá Hora)